# اجناسيو فرنانديز (نقابي)
اجناسيو فرنانديز (بالإسبانية: Ignacio Fernández Toxo)‏ (و. 1952  م) هو نقابي إسباني، ولد في فيرول، لا كرونيا.